# Germershausen
Germershausen è una frazione (Ortsteil) del comune di Rollshausen, nel land della Bassa Sassonia, in Germania.

## Storia
Già comune autonomo nel circondario di Duderstadt, fu soppresso e incorporato a Rollshausen il 1º gennaio 1973.